# Haplochromis gigliolii
Haplochromis gigliolii is een straalvinnige vissensoort uit de familie van de cichliden (Cichlidae). De wetenschappelijke naam van de soort is voor het eerst geldig gepubliceerd in 1896 door Pfeffer.